# Peștera Los Toscones
Peștera Los Tosconea este o peșteră funerară folosită de vechiul popor primitiv din insulă (guanches), situată în Barranco de Abalos, în insula La Gomera (Spania). A fost escavată în 1948 de către arheologul Luis Diego Cuscoy. Prezentă două nivele, unul superior unde persoanele îngropate aveau o poziție orizontală și altul inferior (mai vechi) cu scheletele în poziție fetală.